# Claudio Baeza
Claudio Andrés „Serrucho” Baeza Baeza (ur. 23 grudnia 1993 w Los Ángeles) – chilijski piłkarz grający podczas kariery na pozycji defensywnego pomocnika, zawodnik argentyńskiego CA Vélez Sarsfield.